# Oberweimar (Thüringen)

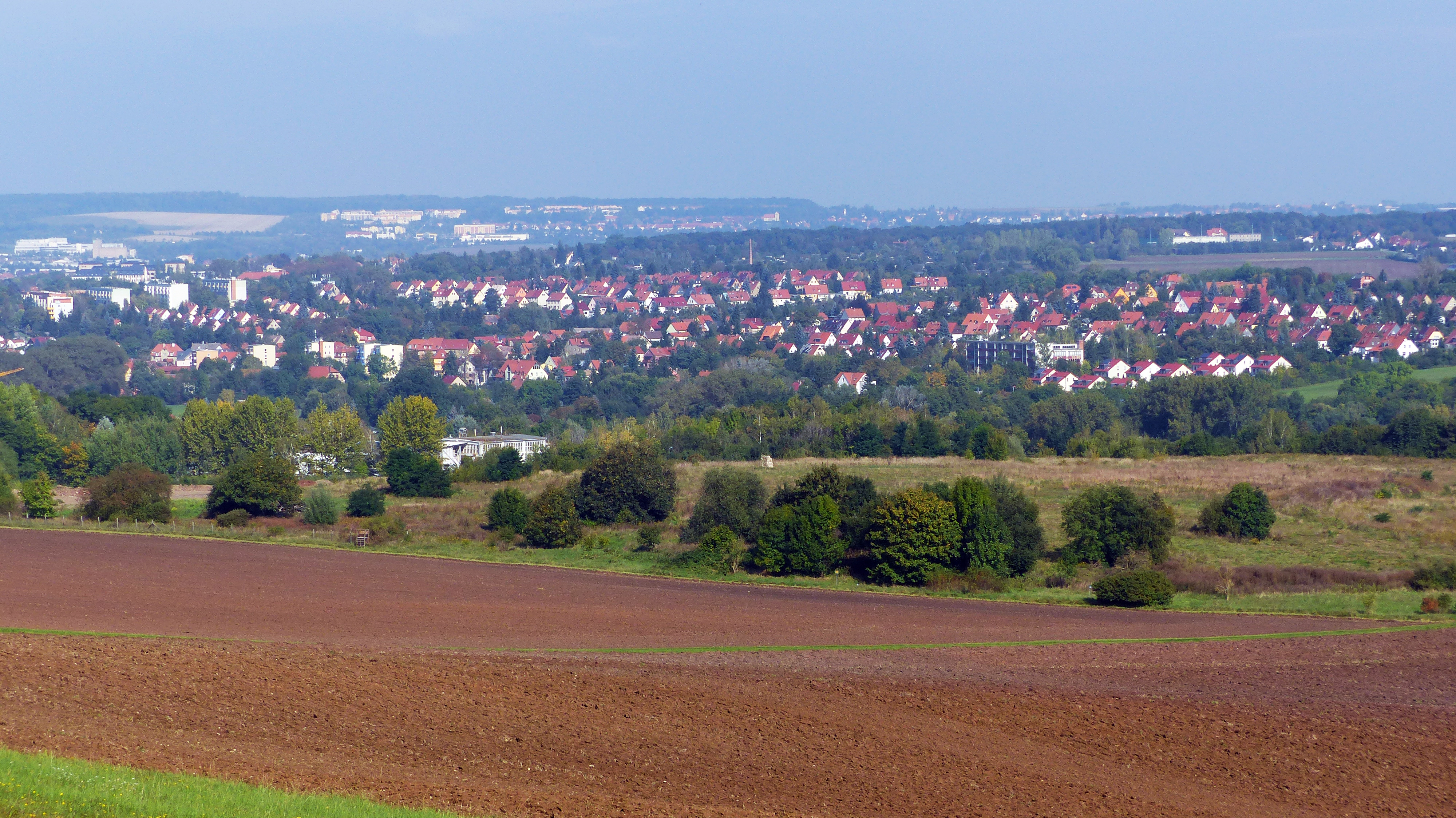
Blick auf Oberweimar

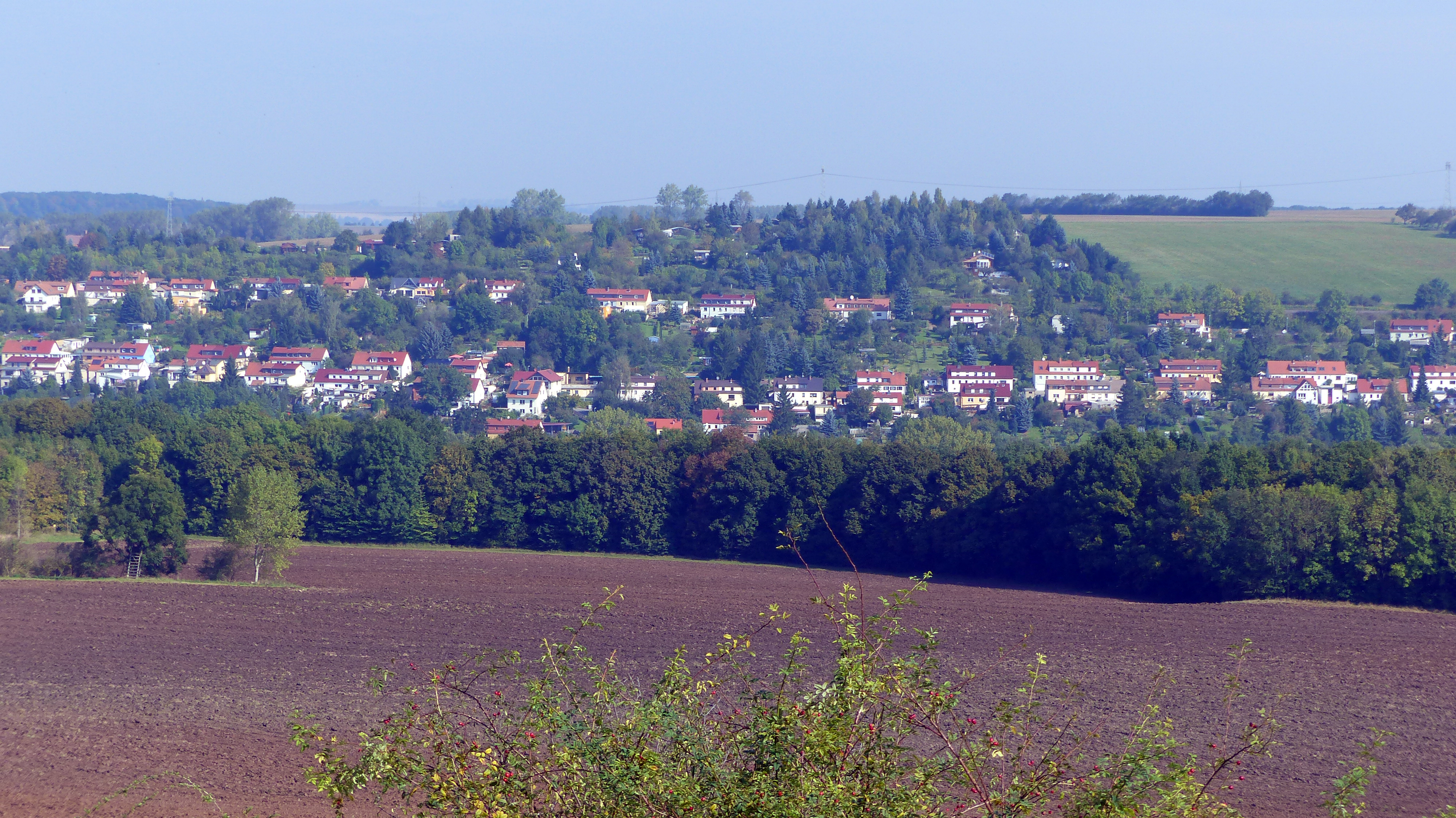
Blick auf den südlichen Teil von Oberweimar

Oberweimar ist ein Ort im Südosten der Stadt Weimar. Gemeinsam mit Ehringsdorf bildet er den Weimarer Stadtteil Oberweimar-Ehringsdorf. Beide Vororte dörflichen Charakters wurden 1922 in die damalige Landeshauptstadt des Freistaats Thüringen eingemeindet. Oberweimar und Ehringsdorf zusammen haben knapp 6000 Einwohner (Stand 2009).

## Geografie
Oberweimar liegt südöstlich der Kernstadt Weimar auf der rechten Seite der Ilm, durchflossen vom Papierbach. Nordwestlich von Oberweimar schließt sich der Park an der Ilm an. In der Bahnhofstraße stellt eines der beiden Umspannwerke Weimars die Stromversorgung sicher.

## Geschichte

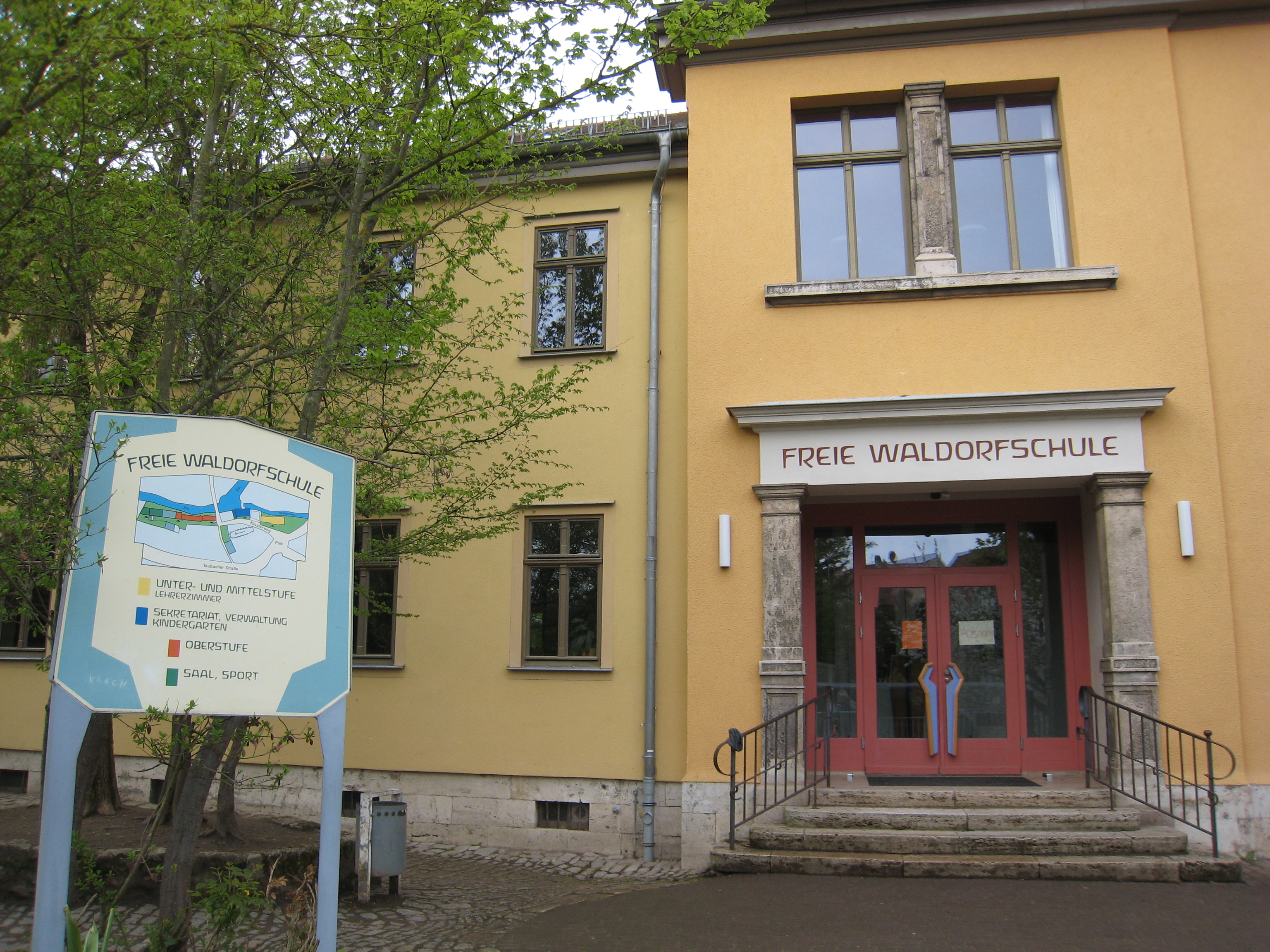
Freie Waldorfschule, Oberweimar

Es handelt sich beidseits der Ilm um ein uraltes Siedlungsgebiet. Seit den Anfängen der Kirchen-Organisation im 8. und 9. Jahrhundert gab es hier eine Siedlung mit Kirche. Vom Grafen Hermann II. von Weimar-Orlamünde wurde 1244 ein Nonnenkloster gegründet. Der erhaltene Grabstein des Grafen Friedrich von Orlamünde (gest. 1315) und der Gräfin Elisabeth beweisen, dass das Hauskloster als Grablege der Gründerfamilie gedacht war. Im Jahr 1244 tauchte auch zum ersten Mal der Name Oberenwimare auf. Damals wurde das heutige Weimar zeitweise als Niederweimar bezeichnet. Die zum Kloster gehörende Kirche St. Peter war wohl schon länger vorher eine bedeutende Urpfarrei und seit Ende des 13. Jahrhunderts Sitz eines Erzpriesters. Bis zur Reformation sollen 59 Pfarreien zu seinem Bereich gehört haben. Das Kloster wurde reichlich mit Besitz an Wäldern und Ländereien ausgestattet. Die letzten Grafen von Orlamünde schenkten dem Kloster mit eigener Gerichtsbarkeit auch die Orte Oberweimar und Umpferstedt, später kam Ehringsdorf hinzu. 1350 wurde eine Ölmühle im Klostergelände in Funktion genommen. Diese hieß auch Klostermühle. Obwohl das Kloster nicht zu diesem Orden gehörte, lebten die Nonnen nach der Zisterzienser-Regel, später nach der des Benediktiner-Ordens. 1372 ging Oberweimar in wettinischen Besitz über.
Das Kloster wurde im Deutschen Bauernkrieg 1525 nicht zerstört, jedoch sequestriert. Der Klosterhof wurde kurfürstliches Kammergut der Wettiner. Die Klosterkirche war fortan die evangelische Pfarrkirche der Gemeinde. Das Klostergebiet bildete unter Einschluss von Umpferstedt und Ehringsdorf das landesherrliche Amt Oberweimar. 1546 wurde die Ölmühle zur Papiermühle umgebaut. Diese wurde vom Papierbach angetrieben. Eine in der Taubacher Straße befindliche ehemalige Mühle, die Walkmühle wurde von der Ilm angetrieben. 1613 wurde der Ort von der Thüringer Sintflut, 1639, im Dreißigjährigen Krieg, von der Pest heimgesucht. 1723 wurde die Steinbrücke über die Ilm errichtet. Auf einem Waldgelände des einstigen Klosters wurde 1730 das Schloss Belvedere gebaut. Dieses Waldstück hieß Eichenleite. Ab 1793 wurde die kleine Brauerei des ehemaligen Klosters der herzoglichen Musterwirtschaft (dem späteren Kammergut) zugeordnet. 1826 erwarb Carl Johann Christian Wilhelm Heydenreich (1795–1840) aus Oberweimar das hiesige Rittergut und blieb weiter Brau-Inspektor für die Brauerei des Kammerguts. 1876 wurde die Weimar-Geraer Bahn eröffnet, 1897 erhielt Oberweimar seinen Bahnhof. Im Jahre 1900 zählte Oberweimar 2000 Einwohner. 1907 wurde das Unternehmen Elektroinstallation Oberweimar (EOW) gegründet (1992 geschlossen).
1922 erfolgte zusammen mit Ehringsdorf die Eingemeindung von Oberweimar in die Stadt Weimar. 1925 stellte die Papiermühle ihre Tätigkeit ein. Von 1932 bis 1936 wurde die Siedlung Siedlersfreud mit 75 Doppelhäusern für kinderreiche Familien südöstlich von Oberweimar am Südhang des Ilmtals oberhalb der Straße nach Taubach errichtet. In der östlichen Verlängerung der Bahnhofstraße finden sich ebenfalls Siedlungshäuser aus dieser Zeit. Im April 1945 erfolgte Artillerie-Beschuss auf Oberweimar durch die vorrückende US-Armee. 1945 kam die Bodenreform mit ihren Enteignungen, eine Reihe von Neubauerngehöften wurde gebaut. Das Gutshaus wurde nach 1945 abgerissen, ebenso noch erhaltene Wirtschaftsgebäude. Das Gut wurde der örtlichen LPG zugeschlagen. 1957 zog das Bienenmuseum in den Landgasthof Goldener Schwan ein. 1973 bis 1977 wurde das Neubaugebiet „Am Dichterweg“ mit neun Plattenbauten nördlich des alten Oberweimar errichtet. 1990 eröffnete die „Freie Waldorfschule“ in Oberweimar ihre Pforten. 1996 wurde die katholische Pfarrkirche „Maria Königin der Apostel“ durch den Erfurter Bischof Joachim Wanke geweiht.

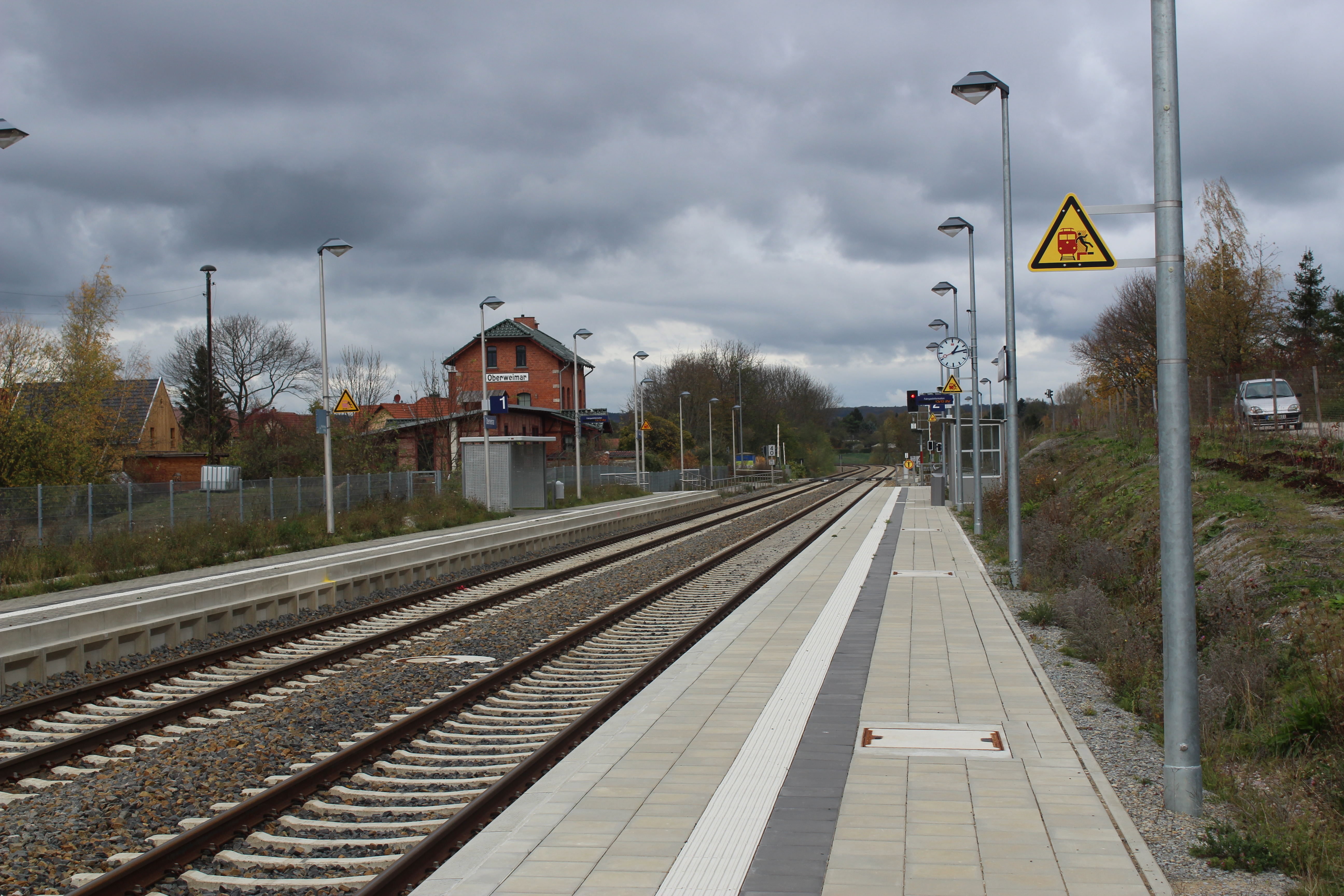
Haltepunkt Oberweimar (2017)

## Sehenswürdigkeiten und Kultur

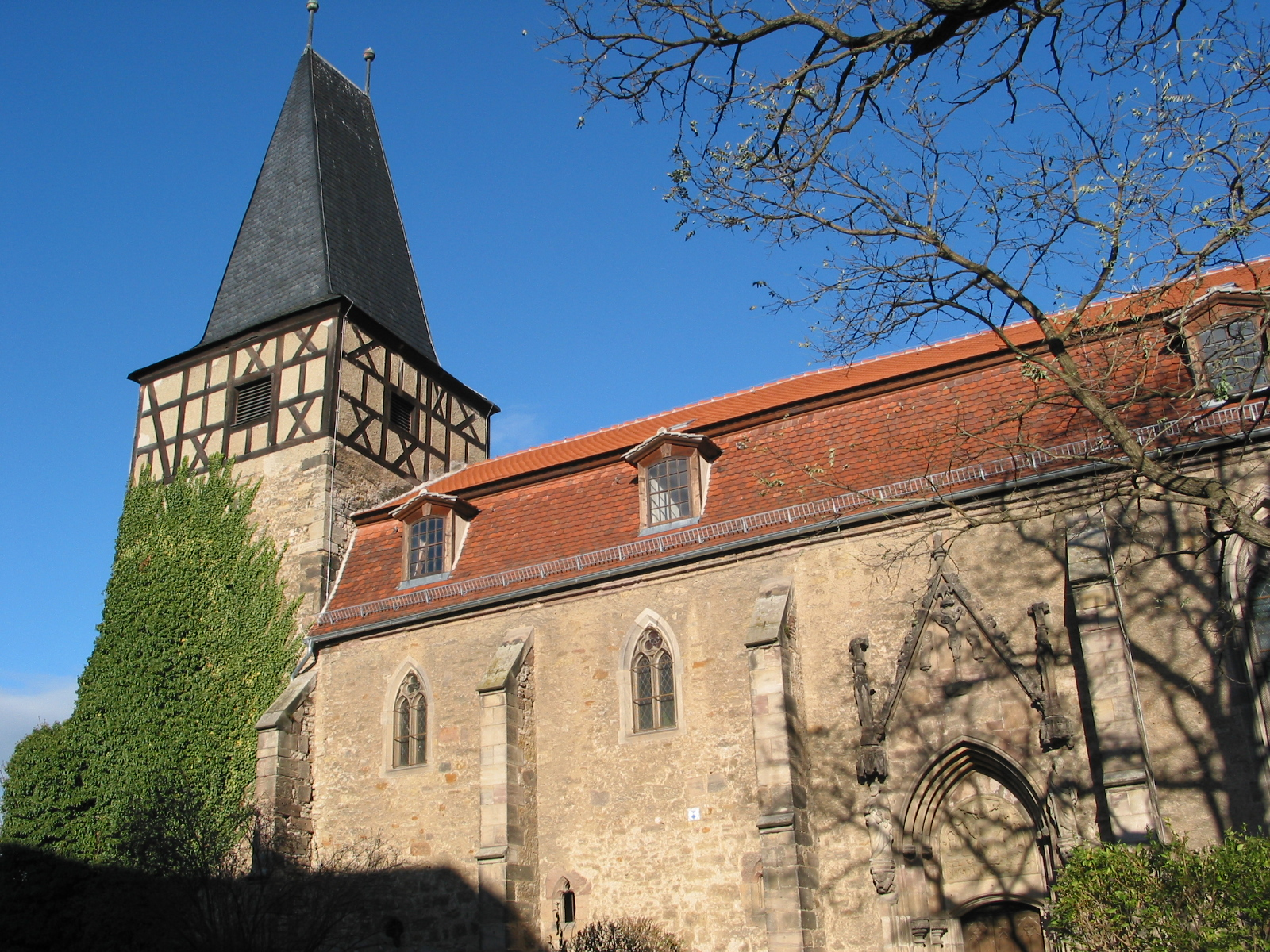
Evangelisch-lutherische Pfarrkirche St. Peter und Paul (2005)

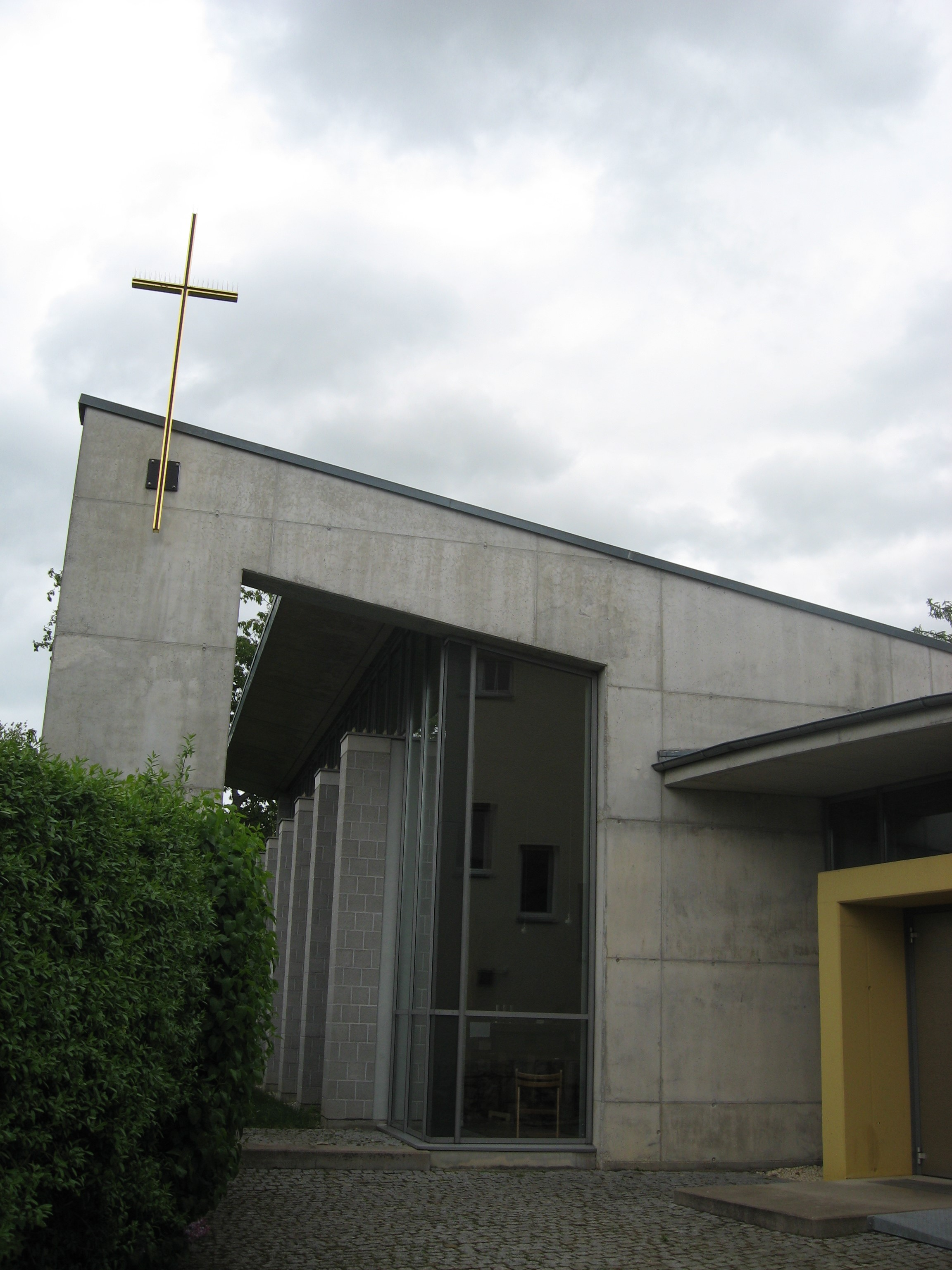
Katholische Kirche Maria, Königin der Apostel

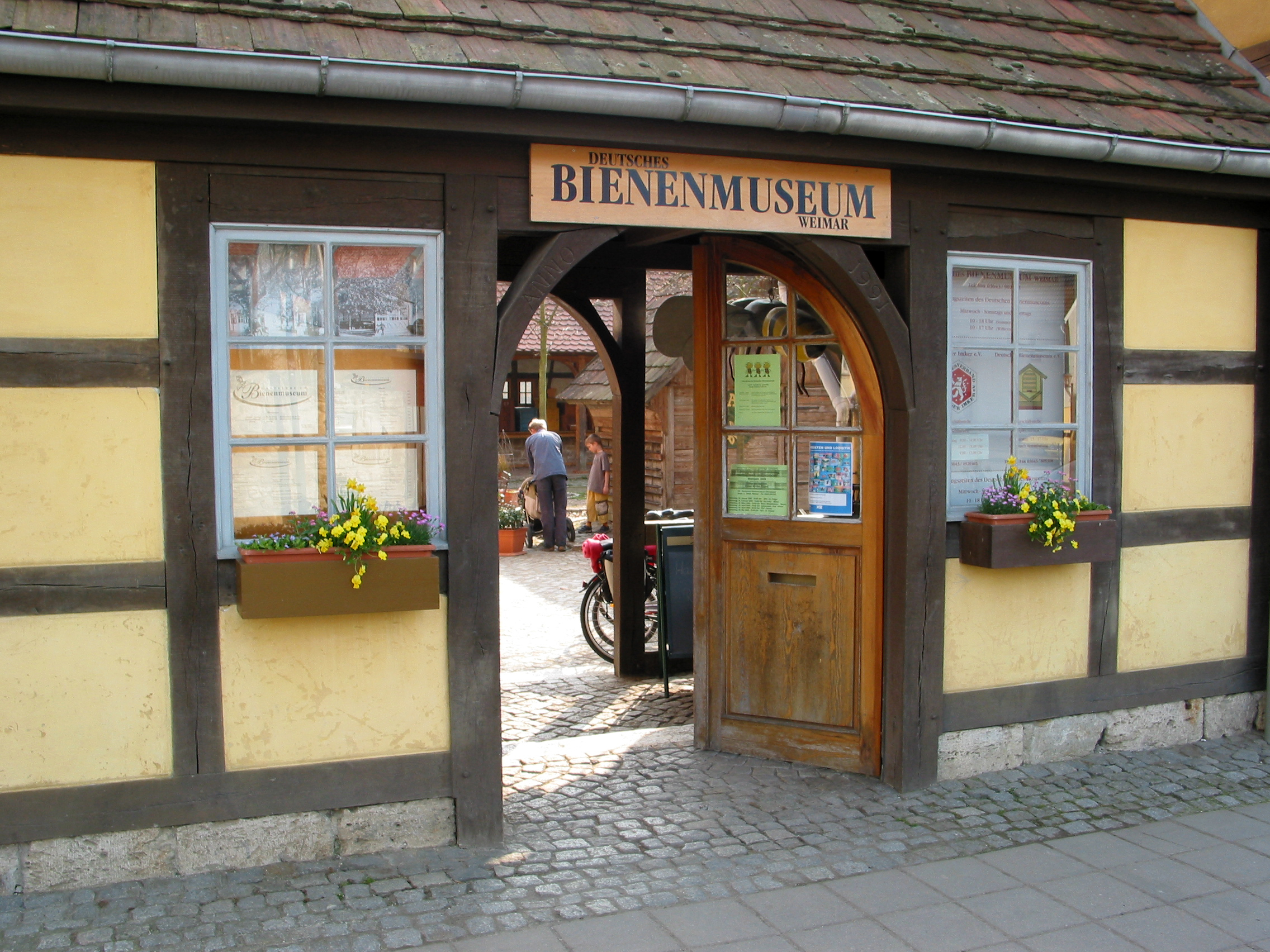
Eingangstor zum Deutschen Bienenmuseum Weimar

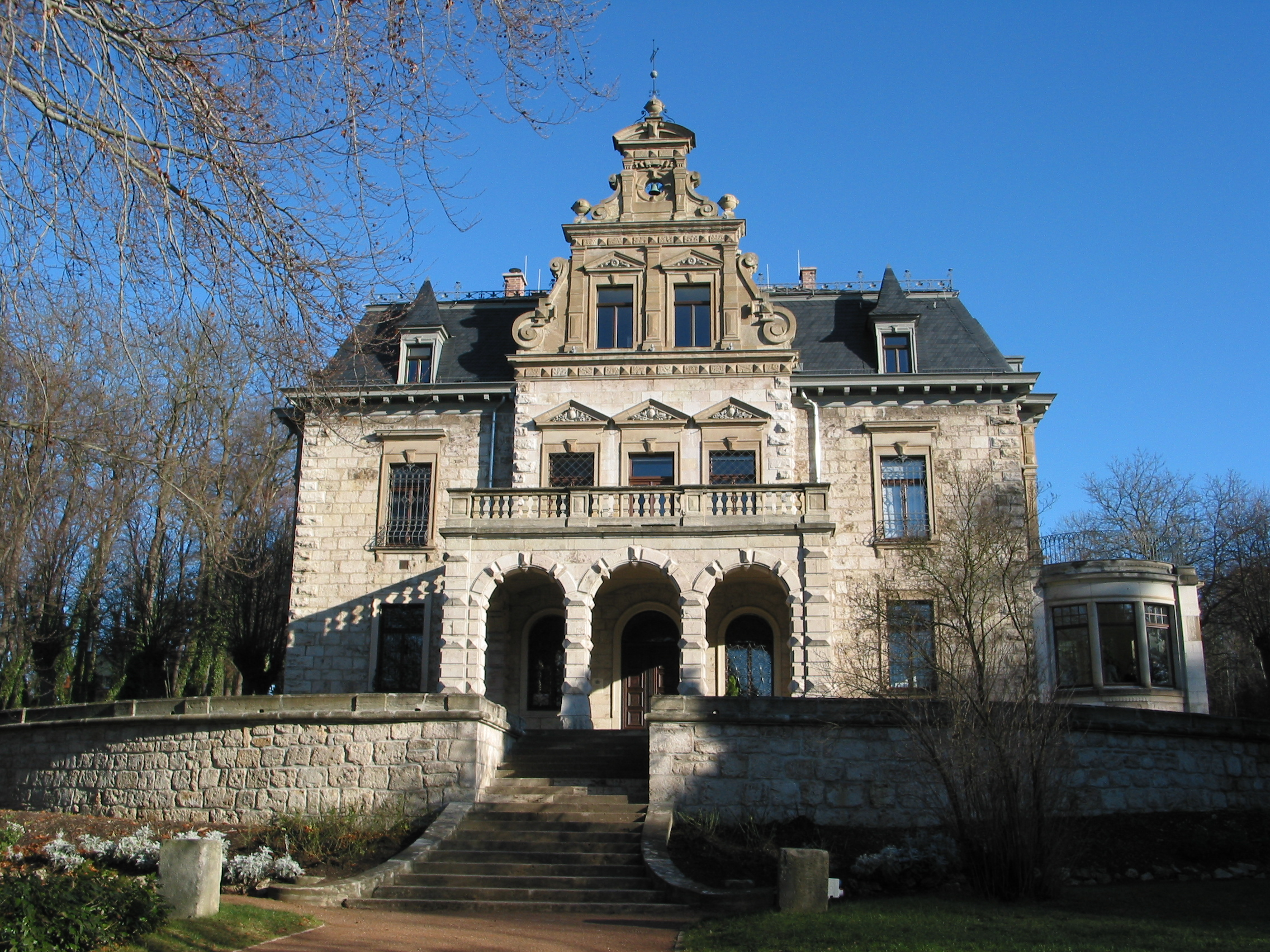
„Villa Haar“ im Park an der Ilm

- Die Pfarrkirche St. Peter und Paul hat einen unteren Turmanteil, der noch aus der vorklösterlichen Zeit als Urpfarrei stammt. Die Kirche wurde 1281 als Klosterkirche St. Peter und 1291 als St. Peter und Paul geweiht. 1362 wurde ein Kirchenneubau vollendet, 1516 bis 1518 erfolgte der Turmaufbau mit Fachwerk. Unter der Kirche verläuft das Wasser des Papierbachs, das früher zur Taufe verwendet wurde.
- Ein Klosterspeicher des früheren Kammerguts steht benachbart zur Kirche. Er ist neben dieser das einzige aus der Klosterzeit erhaltene Gebäude.
- Katholische Kirche Maria Königin der Apostel (Taubacher Straße 9)
- Die Freie Waldorfschule befindet sich im ehemaligen Klosterbereich.
- Eine von Feininger gemalte Steinbrücke  von 1723 führt über die Ilm.
- Das Deutsche Bienenmuseum wurde 1957 in einigen Räumen des historischen Landgasthofs „Zum Goldenen Schwan“ als Nachfolgerin des Bienenzuchtmuseums von 1907 im Städtischen Naturhistorischen Museum Weimar eingerichtet. Dieses ging auf eine Sammlung des Bienenforschers Ferdinand Gerstung in Oßmannstedt zurück. 1973 erzwang der Verfall des Landgasthofs mit dem Museum seine Schließung. 1985 begannen Weimarer Imker mit der Sanierung von Gasthof und Umgebung. 1994 konnte das Deutsche Bienenmuseum wiedereröffnet werden, 2002 mit neugestalteter ständiger Ausstellung. 2003 wurde das Museum aus finanziellen Gründen durch die Stadt Weimar geschlossen und 2005 unter der Trägerschaft des Landesverbandes Thüringer Imker im Deutschen Imkerbund wieder eröffnet. Auf dem Hof des Bienenmuseums befindet sich ein Gedenkstein zur Thüringer Sintflut 1613.
- Die nach dem Stifter Georg Haar (1887–1945) benannte Villa Haar liegt am Hang des Ilmparks. Sie wird heute als Tagungs- und Veranstaltungsstätte genutzt. Der Rechtsanwalt und Notar Georg Haar vermachte sie im Juni 1945 testamentarisch zusammen mit seinem gesamten Besitz der Stadt Weimar im Rahmen einer zu gründenden Stiftung für Kriegswaisen. Im Juli 1945, nach dem Einmarsch der Roten Armee in Weimar, nahm Haar sich gemeinsam mit seiner Frau das Leben.

## Touristik
Durch Oberweimar führt der Ilmtal-Radwanderweg.

## Persönlichkeiten
- Lukardis von Oberweimar (* um 1274 wahrscheinlich in Erfurt; † 22. März 1309 in Oberweimar), Nonne, Mystikerin, trat 1286 in das Zisterzienserinnen-Kloster Oberweimar ein und wurde später seliggesprochen
- Florentina von Oberweimar (* um 1506; † unbekannt), „Nonne wider Willen“ (aus der Adelsfamilie von Oberweimar) im Kloster Helfta
- Karl Buchholz (* 23. Februar 1849 in Schlossvippach, Landkreis Sömmerda; † 29. Mai 1889 in Oberweimar), Landschaftsmaler
- Franz Bunke (* 3. Dezember 1857 in Schwaan; † 6. Juli 1939 in Oberweimar), Professor und Landschaftsmaler
- Rudolf Zapfe (* 24. Juli 1860 in Oberweimar; † 13. Juni 1934 in Weimar), Architekt und Bauunternehmer in Weimar
- Georg Haar (* 17. November 1887 in Weimar; † 22. Juli 1945 in Weimar?), Rechtsanwalt und Notar in Weimar, 1945 Gründer der Stiftung Haus Haar für Kriegswaisen
- Hugo Hose (* 10. September 1890 in Oberweimar; † 2. März 1969 ebenda), Tischler, Gewerkschaftsfunktionär, Thüringer Landesvorstandsmitglied (SPD), Stadtvorstandsmitglied (SED) und 2. Vorsitzender der Sozialversicherung der DDR